# Syllis fissipara
Syllis fissipara är en ringmaskart som beskrevs av August David Krohn 1852. Syllis fissipara ingår i släktet Syllis och familjen Syllidae. Inga underarter finns listade i Catalogue of Life.